# Misumenoides tibialis
Misumenoides tibialis es una especie de araña del género Misumenoides, familia Thomisidae.

## Distribución
Esta especie se encuentra en Panamá y Brasil.